# Эддисон, Колин
Колин Эддисон (англ. Colin Addison; 18 мая 1940 года, Тонтон, Англия) — английский футболист, нападающий. После завершения карьеры футболиста тренировал ряд британских, испанских и ближневосточных клубов.

## Клубная карьера
Во взрослом футболе Эддисон начал карьеру в клубе «Йорк Сити», за который играл на протяжении четырёх сезонов. В 1961 году за рекордные для «Йорк Сити», 12 тыс. фунтов перешёл в клуб первого дивизиона «Ноттингем Форест», за который он за пять сезонов сумел забить 62 гола. В 1966 году за 45 тыс. фунтов был приобретён клубом «Арсенал», проведя в котором лишь один сезон Эддисон перешёл в «Шеффилд Юнайтед». Завершил карьеру футболиста в 1973 году в клубе «Херефорд Юнайтед».

## Тренерская карьера
В конце карьеры футболиста Эддисон стал играющим тренером в клубе «Херефорд Юнайтед», которым руководил и после завершения собственной игровой карьеры. В дальнейшем руководил рядом английских и валлийских клубов, преимущественно низших дивизионов. В конце 80-х годов работал в Испании, где в частности тренировал такие известные клубы как «Сельта» и «Атлетико» Мадрид. Кроме этого в разные годы работал с ближневосточными и южноафриканскими клубами. Завершил тренерскую карьеру в 2004 году в валлийском клубе «Барри Таун».